# Guerre tra Roma e Veio
Le guerre tra Roma e Veio furono una costante della storia del Lazio a partire quantomeno dall'VIII secolo a.C. Fin dalla sua mitica fondazione, opera di Romolo, Roma ebbe un nemico temibile e determinato nella città etrusca di Veio. Le motivazioni dell'inimicizia secolare fra l'Urbe e Veio sono di tipo economico. Che Roma si sia formata da una specie di "federazione" di villaggi posti sui sette colli, o sia sorta come riporta la tradizione e il racconto degli storici antichi, lo scontro fra le due città era inevitabile poiché la potenza e la ricchezza di una avrebbe significato la decadenza e la povertà dell'altra.

## Contesto storico

### Interessi contrapposti
Veio era una città ricca che, posta a soli 20 km da Roma su un altopiano facilmente difendibile, controllava un attraversamento del Tevere e dominava tutto il territorio posto sulla sua riva destra. Il fiume costituiva il confine naturale fra il territorio etrusco e quello delle popolazioni latine, ma soprattutto, era la principale via di traffico dal mare verso l'interno e costituiva il miglior collegamento fra il sud dell'area etrusca tradizionale ed il primo avamposto etrusco nel meridione italiano, che era Capua, quasi incastrata fra i Latini e l'incombente marea colonizzatrice dei Greci che risalivano la Penisola.
Veio vide nascere e in breve tempo crescere una pericolosa concorrente posta in posizione dominante sul lato sinistro del Tevere, a controllo della navigazione e dei commerci: Roma.
Non ci volle molto tempo ché i Veienti comprendessero quanto quella nuova città sarebbe stata determinante per la loro ricchezza se non proprio per la loro esistenza. Fondamentale era il controllo dei septem pagi, delle saline, poste alla foce del fiume e del commercio del sale che se ne ricavava. Roma quindi si era posta fra Veio e il mare e controllava i controllori. D'altra parte, per Roma la città etrusca era il primo grosso ostacolo per la propria espansione commerciale e militare verso l'Etruria ed era strettamente alleata alle città di Capena (fondata, secondo la tradizione, da Veienti guidati dal leggendario re Properzio), Falerii e Fidene.

## Periodo monarchico di Roma

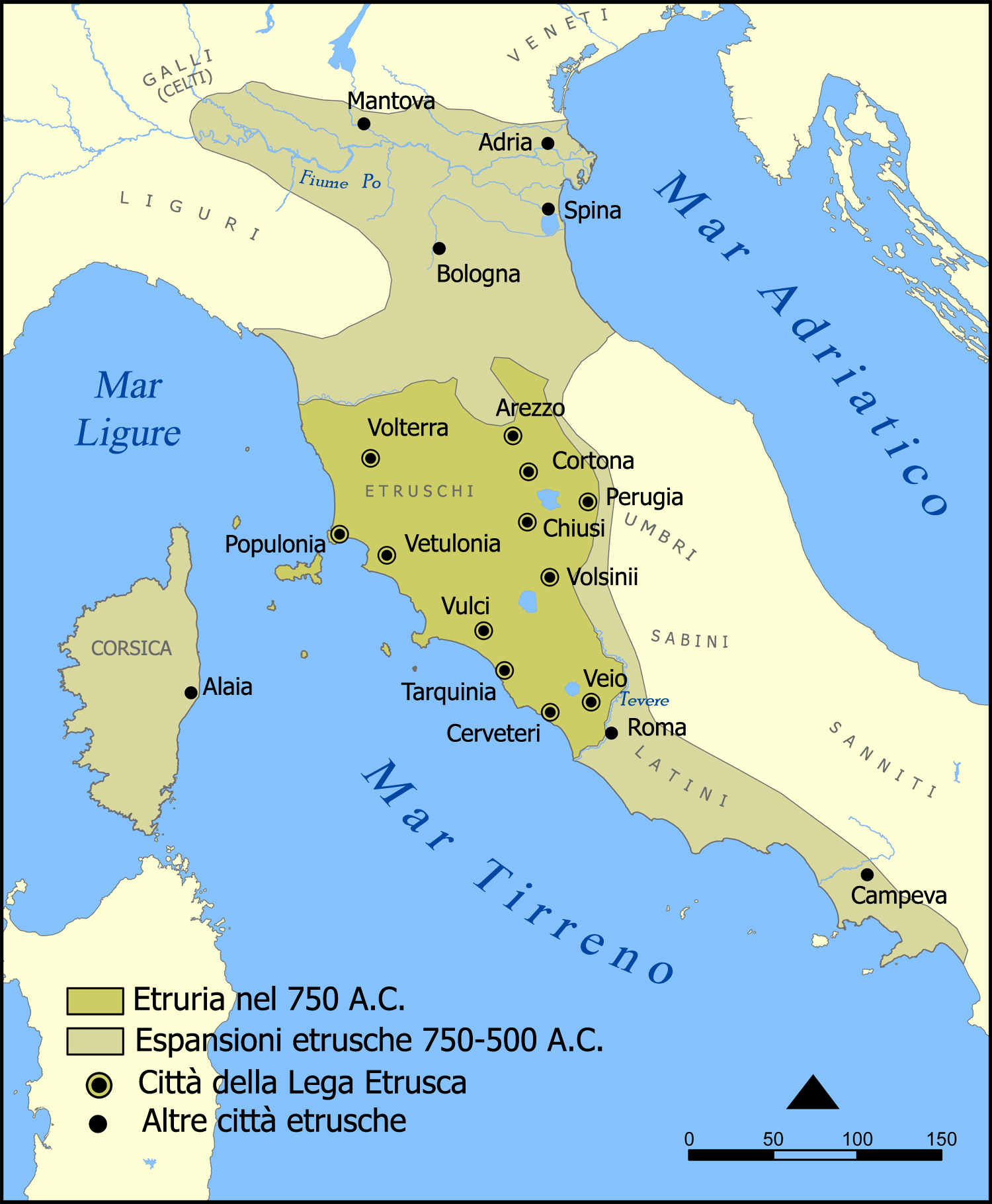
Colonizzazione Etrusca

A quanto raccontano Tito Livio e Plutarco, fu Veio a iniziare le ostilità, reclamando Fidene, poiché riteneva le appartenesse : la prima volta che si trova la città di Veio citata in Livio, (nella trattazione dell'VIII secolo a.C.) Romolo voleva una dimicatio ultima, una battaglia risolutiva:
(Tito Livio, Ab Urbe condita libri, I, 15, Newton Compton, Roma, trad.: G. D. Mazzocato)
(Plutarco, Vita di Romolo, 25, 2.)
Plutarco racconta che i Veienti divisero il loro esercito in due schiere e con l'una assalirono l'esercito romano lasciato a guardia di Fidene e con l'altra si scontrarono con Romolo. A Fidene ottennero una vittoria parziale in cui riuscirono ad uccidere 2 000 Romani, ma nel secondo scontro persero la vita ben 8 000 Veienti e Romolo ebbe la meglio. Il successivo e decisivo scontro vide i due eserciti combattere sempre nel territorio di Fidene, dove Romolo dimostrò il maggior merito della vittoria per la sua grande abilità tattica e coraggio. Al termine della terza ed ultima battaglia c'erano sul campo di battaglia ben 14 000 caduti. E Romolo dopo aver sbaragliato l'esercito nemico, inseguì i Veienti fin sotto le mura della città, tanto che al termine delle ostilità poté sottrarre loro i territori dei Septem pagi (ad ovest dell'isola Tiberina) e quelli delle Saline, in cambio di una tregua della durata di cento anni.
La leggenda della fondazione e della crescita di Roma, riportata fra gli altri da Tito Livio, narra di una serie di battaglie (Livio le chiama guerre) che ripetutamente si accendevano fra le due città, segno questo di una continua frizione, tale da sfociare con una certa continuità in combattimenti serrati e saccheggi nei territori.
Il distanziamento temporale poteva essere dovuto all'osservanza di tregue (per la prima si parla di una durata cento anni) o alla mancanza di volontà politica o anche al continuo combattere con varie genti (Roma era sempre impegnata con i vari vicini Sabini, Latini, Ernici, Rutuli, Volsci e così via). Ma anche Veio aveva dei vicini turbolenti e, essendo ripetutamente sconfitta dai Romani, doveva certamente pagare anche le relative riparazioni economiche, in genere con perdite di territorio e quindi di ricchezza.
Dopo gli anni di Romolo ed il pacifico regno di Numa Pompilio che iniziò a dare forma alla parte spirituale della città, con Tullo Ostilio la tregua, pur se a fatica resse anche se, approfittando dei postumi della conquista e distruzione di Albalonga, la pressione dei Sabini su Roma favorì il radunarsi di una certa quantità di volontari nella città etrusca per approfittare della situazione.
(Tito Livio, Ab Urbe condita libri, I, 30, op. cit.)

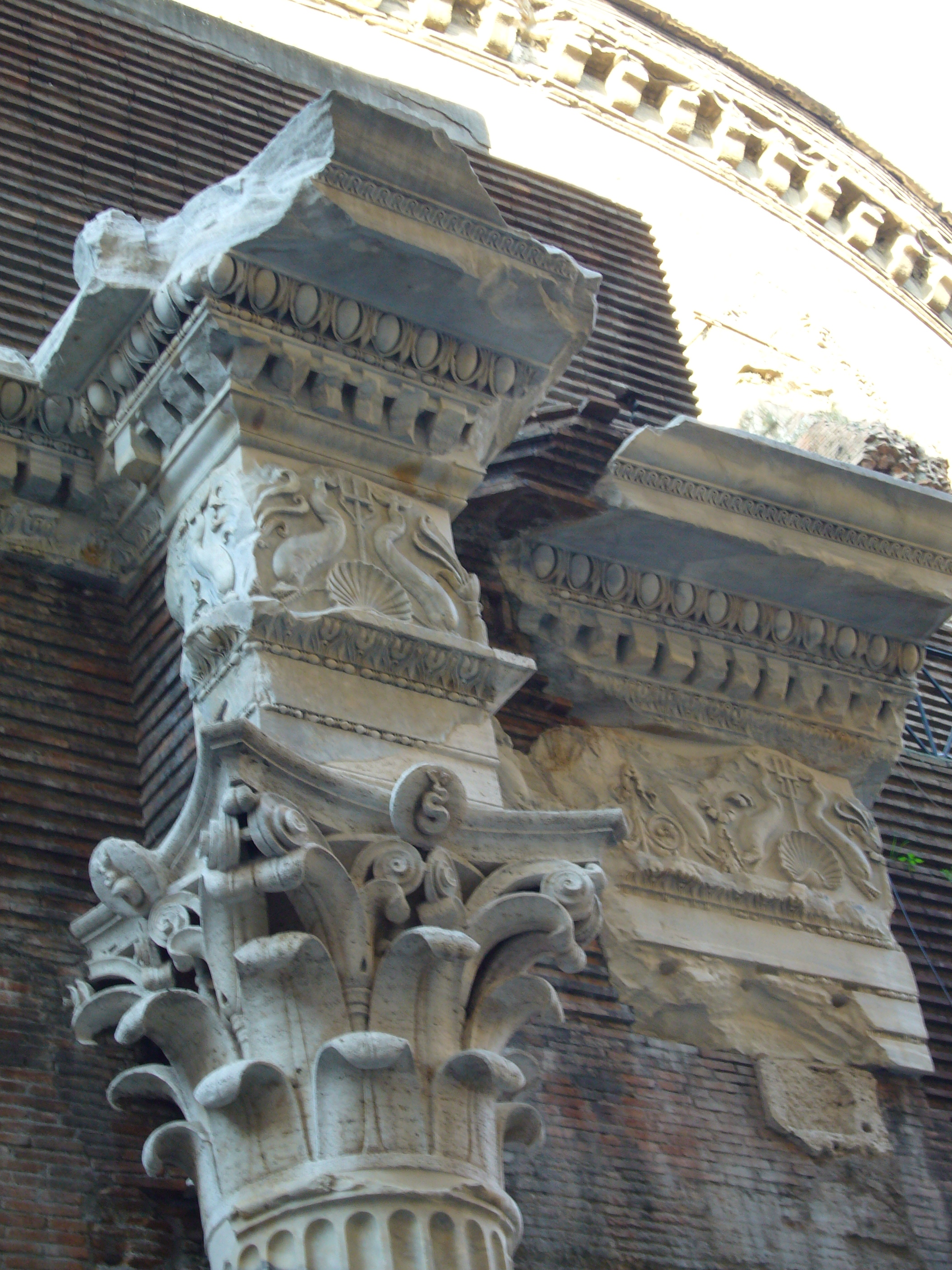
Tempio di Nettuno al Pantheon

Però pochi anni dopo, essendo re Anco Marzio, i patti erano certo scaduti. Infatti si legge in Livio che uno dei metodi del re romano per ingrandire lo Stato, oltre alla deportazione a Roma delle genti latine sconfitte, fu l'acquisizione territoriale:
(Tito Livio, Ab Urbe condita libri, I, 33, op. cit.)
Si assistette alla graduale spoliazione del territorio veiente e ad un sovrapporsi di Roma nella produzione e nel commercio del sale. La creazione di Ostia alla foce del fiume mostrò come il controllo del Tevere fosse determinante per la ricchezza delle città etrusche dell'interno. Di interesse il fatto che proprio durante il regno di Anco Marzio giunse a Roma il futuro re Tarquinio Prisco. Ritenuto essere l'adombramento dell'influenza etrusca su Roma, Lucio Tarquinio che proveniva dall'etrusca Tarquinia, diventò re proprio nel momento in cui l'etrusca Veio subì pesanti colpi economici.
Il regno di Tarquinio (o l'influenza etrusca che nascondeva) migliorò le sorti di Veio. L'esercito romano venne scatenato contro i Latini e i Sabini e conquistò molte città latine. Poi, in tempo di pace, Roma si impegnò nella propria ristrutturazione urbana. Fu di quel periodo la bonifica delle zone paludose con la costruzione delle cloache, canali per convogliare l'acqua stagnante verso il Tevere, dell'innalzamento di un primo muro in pietra, della scelta del Campidoglio come centro religioso - e quindi politico - della città.

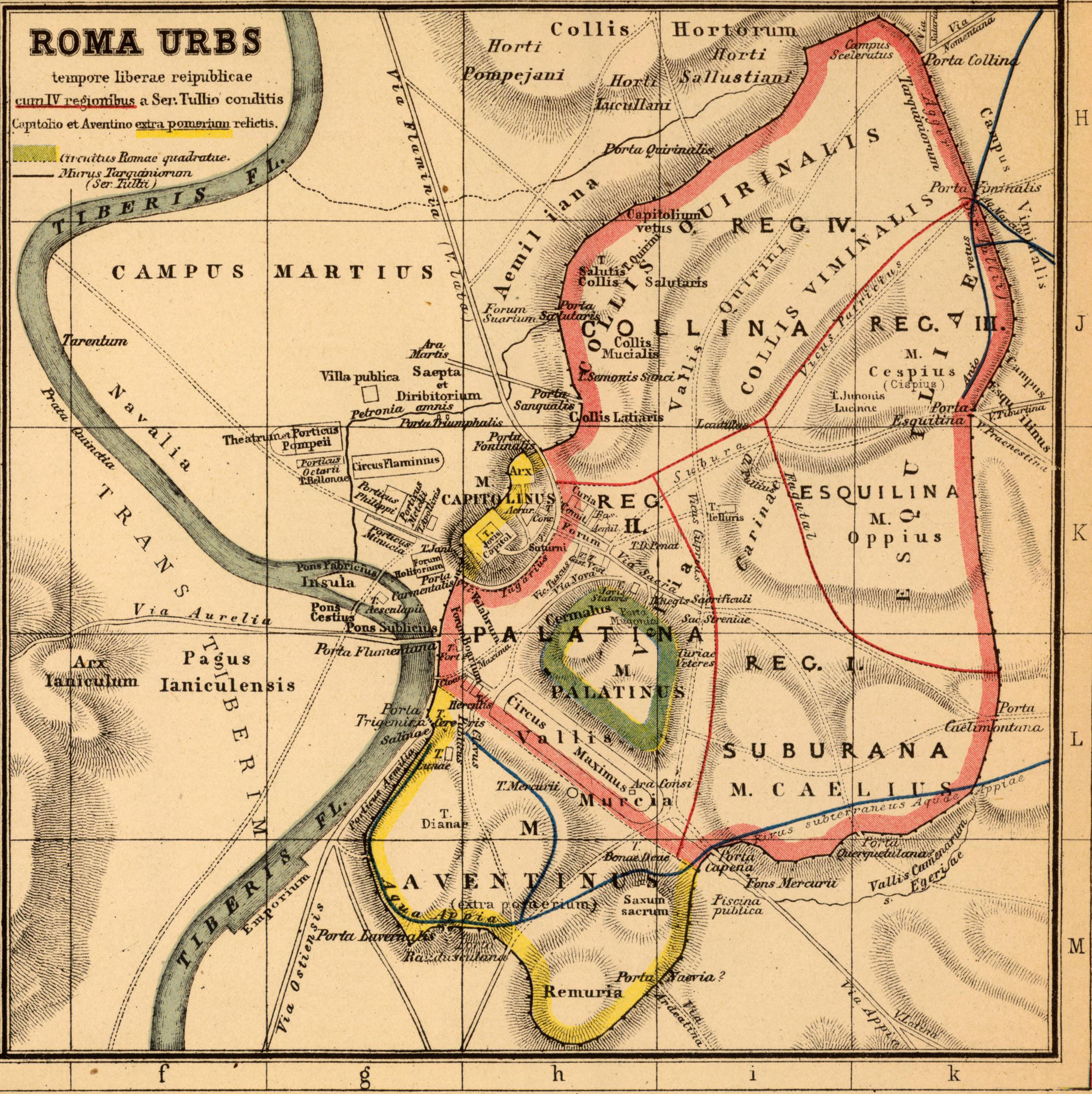
I sette colli di Roma e il percorso delle "mura serviane".

Con Servio Tullio i Veienti videro Roma tornare a farsi minacciosa. In effetti, anche se gli etruschi che comandavano a Roma provenivano da Tarquinia, per Veio la situazione non era certo migliorata, tutt'altro. Nonostante la comune discendenza, Veio si trovò circondata da concorrenti: l'etrusca Tarquinia a nord, e Roma, a sud, guidata da etruschi ma padrona dell'intera area latina. Oppure l'influenza etrusca cominciava già a scemare e la figura di Servio Tullio maschera i primi rivolgimenti politici (l'eliminazione dei figli di Tarquinio) che riporteranno la città fuori dall'orbita etrusca. E infatti Servio Tullio, anche per mantenere il potere e volgere verso l'esterno le forze politiche e militari dell'Urbe, riprese le ostilità con Veio e con gli altri etruschi.
(Tito Livio, Ab Urbe condita libri, I, 42, op. cit.)
Vinse e, come il predecessore, si diede ad opere di pace e alla ristrutturazione fisica e organizzativa della città, costruì le Mura serviane e l'istituì il Censo.
Con l'ultimo dei Tarquini Veio vide ritornare la tranquillità. Tarquinio il Superbo si dedicò a rafforzare la supremazia sull'etnia latina e spostando la direttrice di attacco da nord a est, verso Gabi e poi Ardea, capitale dei Rutuli. La sua cacciata non permette di determinare quale sarebbe stata la sua politica nei confronti di Veio, però i prodromi erano evidentemente rivolti a imporre la supremazia romana sulle popolazioni non-etrusche in generale e latine in particolare.

## Periodo repubblicano di Roma

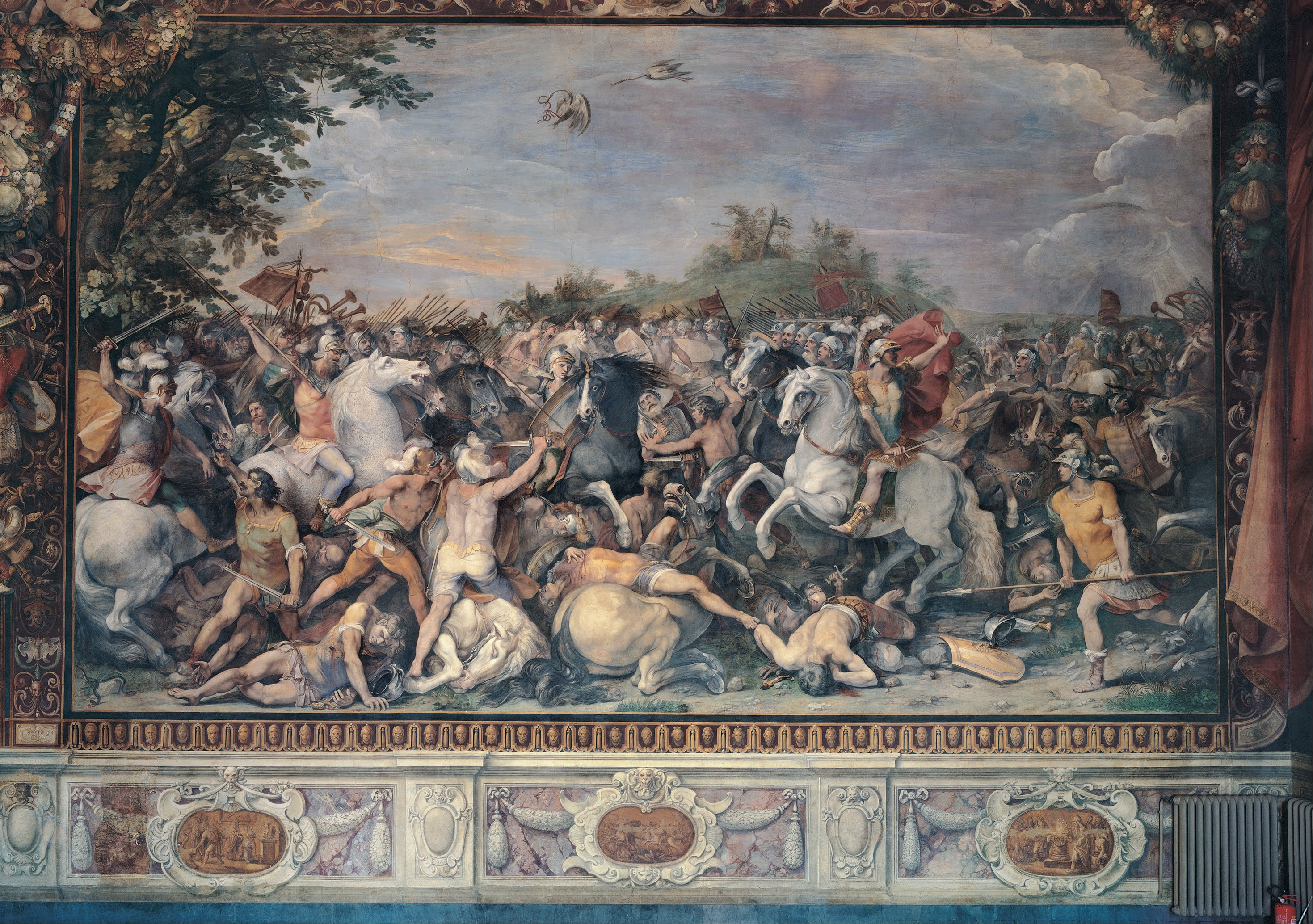
Rappresentazione pittorica degli scontri tra Romani e Veienti (Roma, Musei capitolini, opera di Cavalier d'Arpino del 1597)

### Primo periodo repubblicano
La tranquillità di Veio cessò con il cessare del regno di Tarquinio. La neonata Repubblica romana doveva trovare la pace interna ed il miglior metodo per compattare un popolo è stato, da sempre, rivolgerne l'attenzione a nemici esterni. Veri o presunti. Già Publio Valerio Publicola uno dei primi consoli, venne indicato come guida di un attacco a Veio proprio mentre la nuova carica di console veniva introdotta nell'ordinamento politico romano. Era il 509 a.C. secondo la tradizione di Marco Terenzio Varrone.
Tarquinio il Superbo, subito dopo la cacciata provò a ritornare sul trono con un colpo di Stato guidato da alcuni giovani esponenti dell'aristocrazia romana e fallito per la delazione di uno schiavo dei Vitelli di cui si riporta "l'eloquente" nome di Vindicio. La reazione romana rivolse Tarquinio verso le sue origini etrusche e chiese l'aiuto dei Tarquiniesi e, naturalmente, dei Veienti. Facendo leva sulla voglia di potere di Tarquinia e sul desiderio di rivalsa di Veio, Tarquinio riuscì a spingere le due città contro Roma.
(Tito Livio, Ab Urbe condita libri, II, 6, op. cit.)

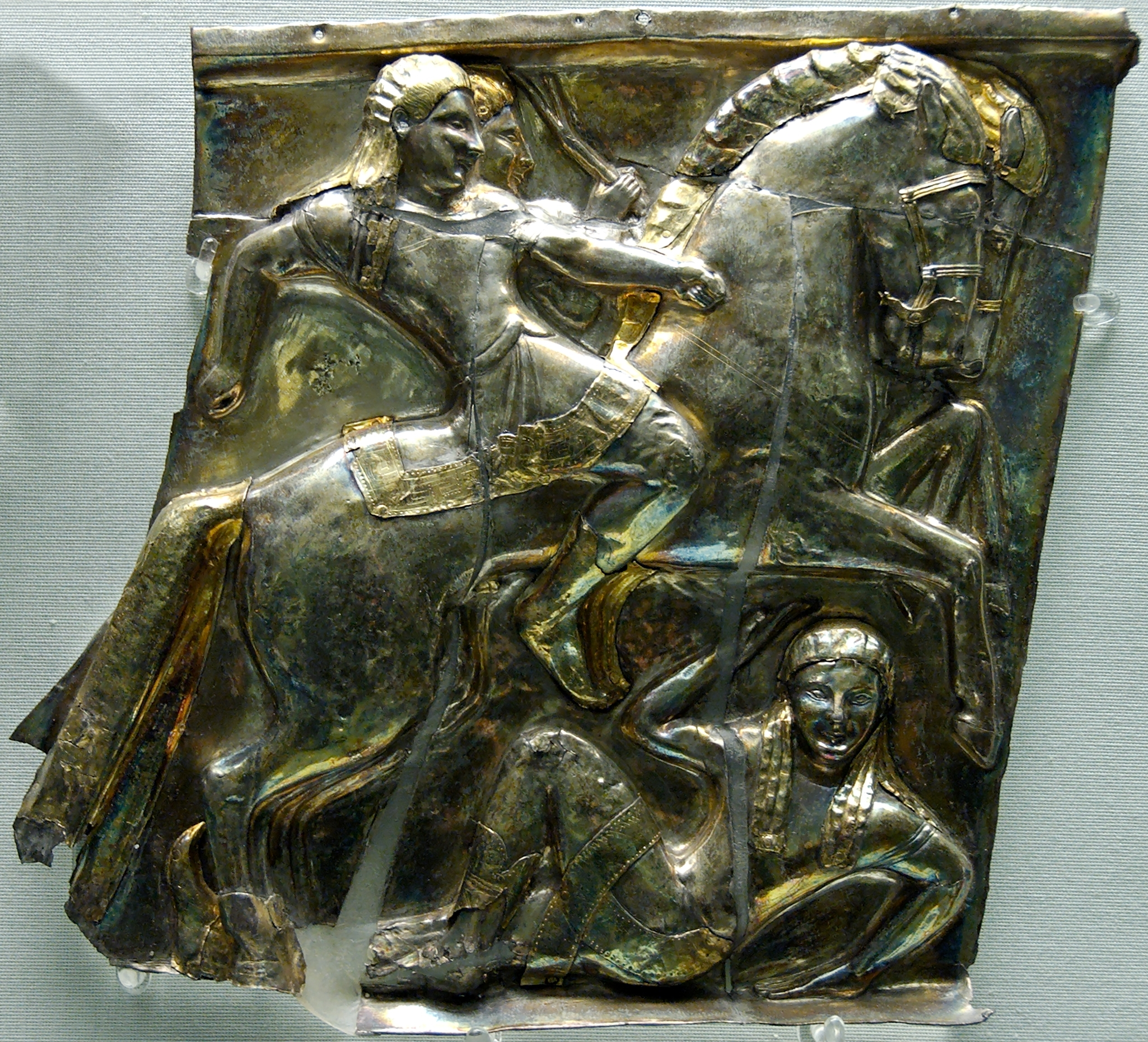
Cavalieri etruschi

La battaglia si scatenò appena gli eserciti delle due città entrarono nel territorio di Roma. Publio Valerio avanzò al comando della fanteria che marciava in formazione quadrata. Giunio Bruto guidò la cavalleria e, nello scontro con Arrunte Tarquinio, figlio del re:, fu mortalmente ferito. La battaglia, per lungo tempo protrattasi nell'incertezza del vincitore, ebbe termine quando, mentre l'ala tarquiniese faceva indietreggiare i Romani,
(Tito Livio, Ab Urbe condita libri, II, 6, op. cit.)

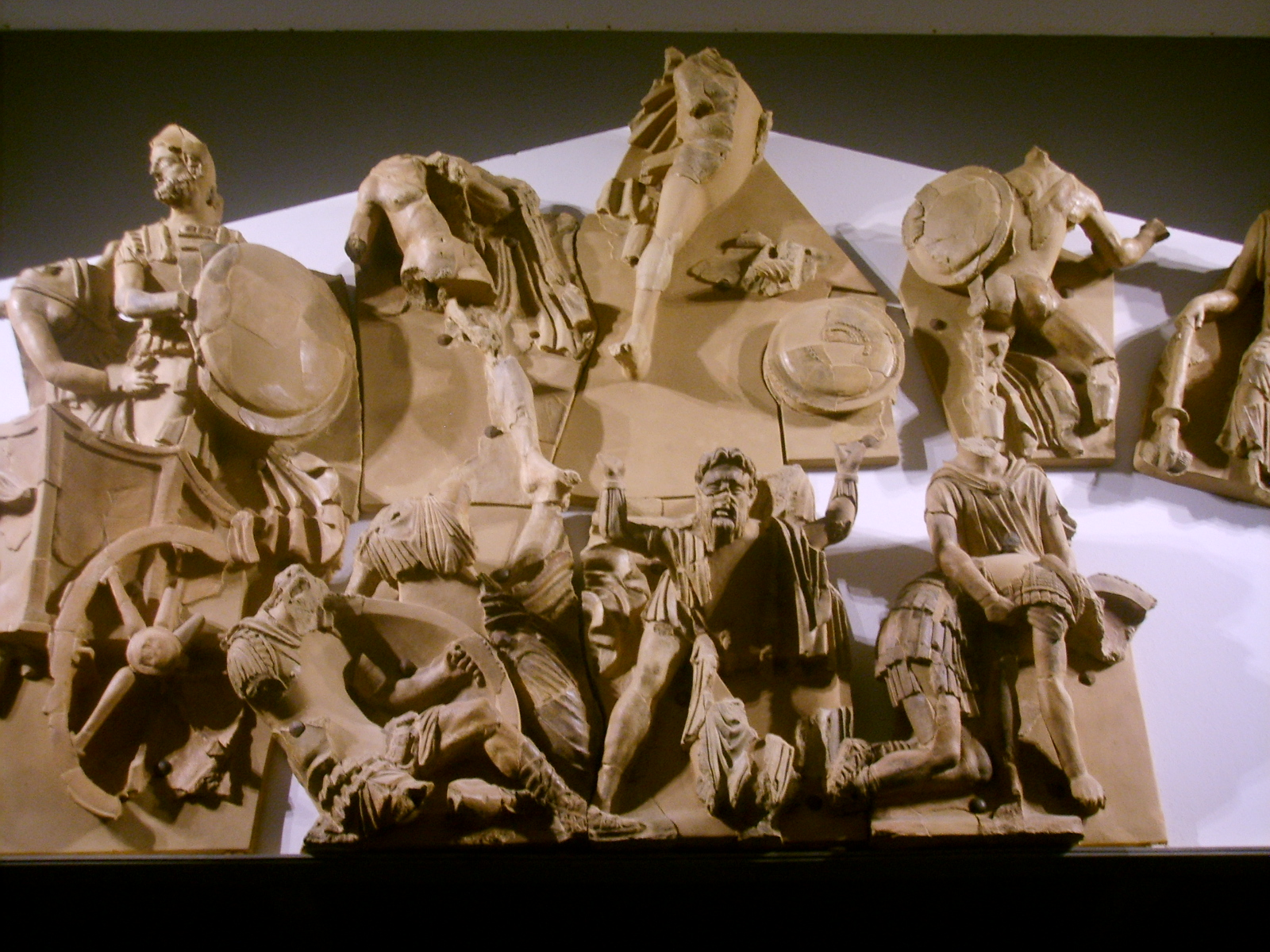
Scena di battaglia

Il console superstite, Publio Valerio fece ritorno a Roma dopo aver raccolto le spoglie degli eserciti nemici che, il giorno seguente avevano già fatto ritorno alle rispettive città. Tito Livio dà notizia che Publio Valerio portò la guerra a Veio, ma non dice come questa si concluse. Il racconto delle vicende di Roma passa alla calata di Porsenna, lucumone di Chiusi e i Veienti escono, per qualche tempo, dalla scena bellica dell'Urbe, per rientrare alla fine delle ostilità in qualità di comparse. Sia che gli eventi bellici si siano svolti come li descrivono gli storici antichi sia che Porsenna abbia fatto ritorno a Chiusi da vincitore,
(Tito Livio, Ab Urbe condita libri, II, 13, op. cit.)
Però i Veienti non godettero a lungo - pare - della restituzione del territorio. Sempre stando alla tradizione narrata da Tito Livio, due anni dopo il ritorno a Chiusi, Porsenna, ammirato dal rigido e coerente atteggiamento romano, non solo promise di non aiutare Tarquinio nelle sue pretese, ma "restituì gli ostaggi e quella porzione di territorio che era tornata a Veio in virtù del trattato del Gianicolo".

### Conflitti interni a Roma
L'avventura romana di Porsenna aveva temporaneamente ricompattato i due Ordini, patrizio e plebeo, in cui era divisa la città. Il Senato, espressione dell'aristocrazia, per ottenere che la plebe si schierasse in armi contro l'invasore etrusco ne aveva migliorato le condizioni
(Tito Livio, Ab Urbe condita libri, II, 9, op. cit.)
La pace interna non durò a lungo. Pochi anni dopo la battaglia del Lago Regillo, alla notizia della morte di Tarquinio nel suo esilio di Cuma ospite di Aristodemo:
(Tito Livio, Ab Urbe condita libri, II, 21, op. cit.)
Poi i Volsci cominciarono a entrare nelle mire di Roma. Accusati di aiutare i Latini vennero attaccati, sconfitti e, in un tentativo di rivincita assieme agli Ernici, traditi dagli ex-alleati Latini.
La situazione politica interna di Roma stava diventando incandescente. La maggioranza dei plebei correva seri rischi di subire la schiavitù per debiti, il nexum.
(Tito Livio, Ab Urbe condita libri, II, 13, op. cit.)

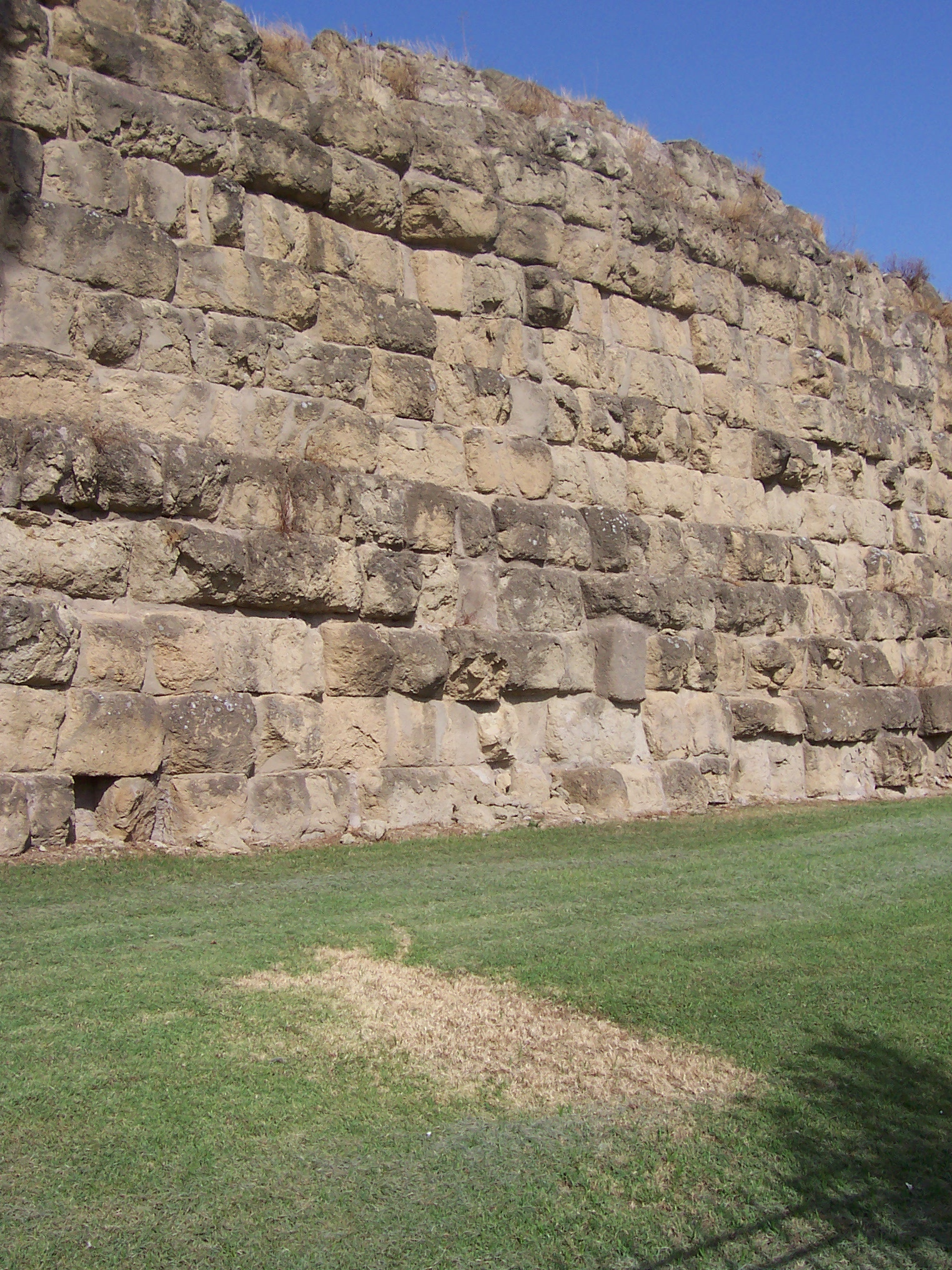
Mura serviane

Fra roventi polemiche, agitazioni violente del popolo e reazioni del senato, Roma faticava a trovare un equilibrio e solo la pressione - vera o presunta - dei popoli circostanti obbligava i Romani ad un'unità di intenti, sancita dal giuramento del popolo in armi; la leva costringeva tutti a obbedire ai consoli. Fra vittorie esterne e sconfitte politiche la plebe giunse alla secessione ritirandosi (Livio dice sul Monte Sacro, Pisone dice sull'Aventino). È la famosa secessione sedata da Menenio Agrippa e dal suo altrettanto famoso apologo.
Sembrerebbe quasi che la famosa locuzione Si vis pacem, para bellum si possa leggere in modo più esteso: "Se vuoi la pace (interna) procurati una guerra (esterna)", ovvero (se vuoi mantenere il potere in tranquillità scatena l'odio del popolo verso qualche altro nemico). E a Roma, anche per motivi religiosi, il metodo funzionava. Poiché l'esercito veniva formato di volta in volta e i combattenti dovevano sottostare a un giuramento che li impegnava sotto il profilo religioso, quando un cittadino (e nell'esercito romano potevano combattere solo i cittadini) era sottoposto alla legge marziale perdeva ogni diritto civico e ogni difesa contro lo strapotere dei comandanti e, soprattutto, dei consoli che comandavano l'esercito.
Questo tornava molto comodo all'aristocrazia che poteva, una volta dichiarata la guerra, controllare le pulsioni all'autodeterminazione che potevano albergare nella plebe.
Non poteva durare per sempre e la plebe ottenne varie concessioni fra cui il tribunato della plebe con rappresentanti sacrosancti ovvero non toccabili fisicamente; chi avesse osato poteva essere ucciso senza timore di essere perseguito.
Le discordie interne occuparono, fin dagli inizi, un ampio spazio nella politica di Roma. L'aristocrazia sembrava conoscere un solo modo di frenare le tensioni e i prodromi di rivolta dei plebei. Ogniqualvolta la tensione interna saliva oltre un livello considerato pericoloso, molto opportunamente giungevano notizie di attacchi di qualche popolazione vicina. La leva veniva chiamata, la plebe resisteva, poi il nemico arrivava troppo vicino e la decisione di prendere le armi era inevitabile se non si voleva che Roma fosse sconfitta senza nemmeno combattere. Fino a quando l'esercito fosse stato tenuto in armi fuori dal pomerium le tensioni politiche scomparivano per riapparire alla fine della campagna.
In questo modo gli attacchi dei Veienti erano fungibili alla politica romana. In qualche momento della storia, però questa fungibilità venne meno oppure Roma trovò qualche nemico di maggior prestigio. I Veienti, che per secoli erano stati combattuti, cominciarono a essere "sopportati". Compirono scorribande nel territorio romano e, certamente, furono combattuti. Ma per qualche anno, con una sorta di snobismo Roma, impegnata con gli eserciti ben più pericolosi dei Volsci, degli Equi e dei Sabini, si trattenne dall'infierire, limitandosi a frenare le incursioni, senza cercare l'affondo.

### Il ritorno dei Veienti
Bisogna arrivare al capitolo 43 del secondo libro di Tito Livio per ritrovare citati i Veienti, sotto il consolato di Quinto Fabio Vibulano e Gaio Giulio Iullo, ovvero nel 482 a.C. circa. I Veienti, approfittando dell'impegno di Roma per riprendere la supremazia sulle popolazioni latine, ripresero (oppure non avevano smesso) le armi venendo a stento tenuti a freno. L'anno successivo, consoli Cesone Fabio Vibulano e Spurio Furio Medullino Fuso.
(Tito Livio, Ab Urbe condita libri, II, 43, op. cit.)
Gaio Giulio partì contro gli Equi. Fabio portò l'esercito contro Veio. Una pagina nera nella storia dell'esercito romano. Per i motivi di frizione sopra sommariamente descritti, nonostante la bravura militare del console che schierò le truppe per consentire alla sola carica della cavalleria di sgominare il nemico, i fanti, componenti della plebe, si rifiutarono persino di inseguire i nemici in fuga, volsero le spalle e ritornarono agli accampamenti.
L'anno seguente l'aristocrazia cambiò tattica: sotto l'impulso di Appio Claudio il senato iniziò a cercare l'aiuto di almeno uno dei tribuni per metterlo contro il collega e neutralizzare, con una forza uguale e contraria, i difensori della plebe. La posta era una delle molte ripresentazioni di una legge agraria che voleva contrastare lo strapotere dei ricchi possidenti. Questi, per potenza economica o politica riuscivano spesso ad impossessarsi dei terreni conquistati dall'esercito, dirigendo gli sforzi dell'intera popolazione (anche della plebe) verso poche e ricche tasche. La mossa politica riuscì e
(Tito Livio, Ab Urbe condita libri, II, 44, op. cit.)

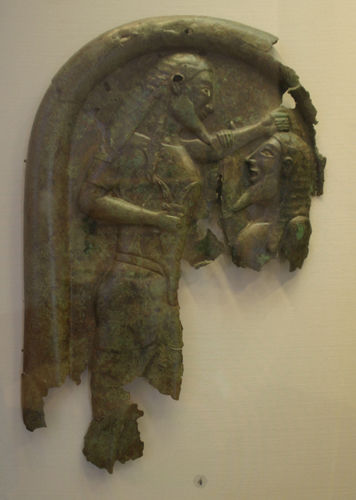
Combattimento etrusco

Nella battaglia si registrarono astute resistenze di consoli ad attaccare per aumentare la vergogna e quindi l'ira dei Romani, gli atti di eroismo dei semplici combattenti e dei componenti la gens Fabia che affiancavano il consanguineo console Quinto Fabio e della morte dell'altro console Gneo Manlio Cincinnato. Questa è la prima descrizione accurata di una battaglia fra Romani e Veienti. In questo periodo i Fabi assursero a una grande importanza a Roma: la famiglia dava ogni anno un console alla città. L'anno successivo, infatti, Cesone Fabio Vibulano salvò Roma da un attacco dei Veienti che il collega del console, Tito Verginio Tricosto Rutilo, aveva sottovalutato. Da quel momento con i Veienti si instaurò una situazione di "non-pace e non-guerra" con azioni di puro brigantaggio nei territori avversari. Gli etruschi non affrontavano le legioni romane, ritirandosi dentro le mura e quando i Romani si allontanavano uscivano per compiere razzie.
Poiché gli eserciti di Roma erano spesso impegnati in vari altri fronti, i Fabii giunsero a chiedere una sorta di appalto della guerra contro Veio. La città poteva portare i suoi eserciti contro Equi e Volsci; la gens Fabia avrebbe preso su di sé l'intero peso della guerra con Veio, impegnandosi a
(Tito Livio, Ab Urbe condita libri, II, 48, op. cit.)
La guerra con Veio diventò endemica generando un famoso episodio della storia di Roma. I Fabii condussero la guerra, una sorta di bracconaggio invero, provocando i Veienti, rubando le loro messi e le loro mandrie, resistendo agli attacchi dei nemici, fino a quando questi, stanchi dello stillicidio di azioni ostili, non si organizzarono, attirando in una trappola e trucidando tutti i componenti della gens Fabia nella Battaglia del Cremera. Era il 13 luglio del 477 a.C.; dei Fabii sopravvisse un solo componente, il futuro console Quinto Fabio Vibulano. Come conseguenza i Veienti ripresero coraggio e arrivarono fino al Gianicolo, senza saper approfittare dell'occasione. Si fecero sconfiggere nuovamente con un trucco simile a quello utilizzato contro i Fabii e vennero sterminati.
Ogni volta che una popolazione si metteva in pesante contrasto con Roma, Veio approfittava della difficoltà. Nel 475 a.C. si arrivò all'alleanza con i Sabini. Publio Valerio Publicola, il console, si fece aiutare dai socii Latini ed Ernici ed entrò in contatto con Veienti e Sabini. Per prima cosa si scagliò contro i Sabini, ne espugnò l'accampamento mettendo in crisi anche la fiducia dei Veienti che stentarono ad organizzare una difesa comune. La cavalleria di Valerio riuscì a scompaginare i difensori e a sbaragliare gli Etruschi. Appena in tempo per fermare un attacco dei Volsci che a loro volta approfittavano delle difficoltà romane per compiere razzie e devastazioni.
I consoli dell'anno successivo furono Lucio Furio Medullino e Aulo Manlio Vulsone. A quest'ultimo fu affidata l'ennesima guerra con Veio. I risultati furono notevoli; i Veienti, senza combattere, chiesero e ottennero una tregua di quarant'anni.

### Volsci, Equi e politica interna
Per Roma ricominciò la lotta intestina e si arrivò all'assassinio del tribuno della plebe Gneo Genucio, una cosa inusitata data l'inviolabilità dei tribuni in carica. Ma ricominciarono anche le azioni contro i Volsci e gli Equi. Questi, dopo aver quasi vinto, ricevettero una solenne sconfitta nella battaglia del Monte Algido da parte del dittatore Cincinnato. La tranquillità dei Veienti diede a Roma, quindi, la possibilità di operare nei quadranti meridionale e orientale senza temere attacchi dal nord. E, ogni volta che il nemico si ritirava, scoppiavano liti politiche in città. Cesone Quinzio, il figlio di Cincinnato, che si opponeva alla promulgazione della lex Terentilia, fu accusato di omicidio e costretto all'esilio (in Etruria), il padre, per pagare la mallevadoria, dovette trasferirsi ad arare personalmente i suoi campi oltre il Tevere. Si ebbe una rivolta di schiavi ed esuli, circa 2 500, guidata dal sabino Appio Erdonio che occuparono il Campidoglio e la rocca, impresa che nemmeno i Galli di Brenno dopo la battaglia dell'Allia riusciranno a compiere.

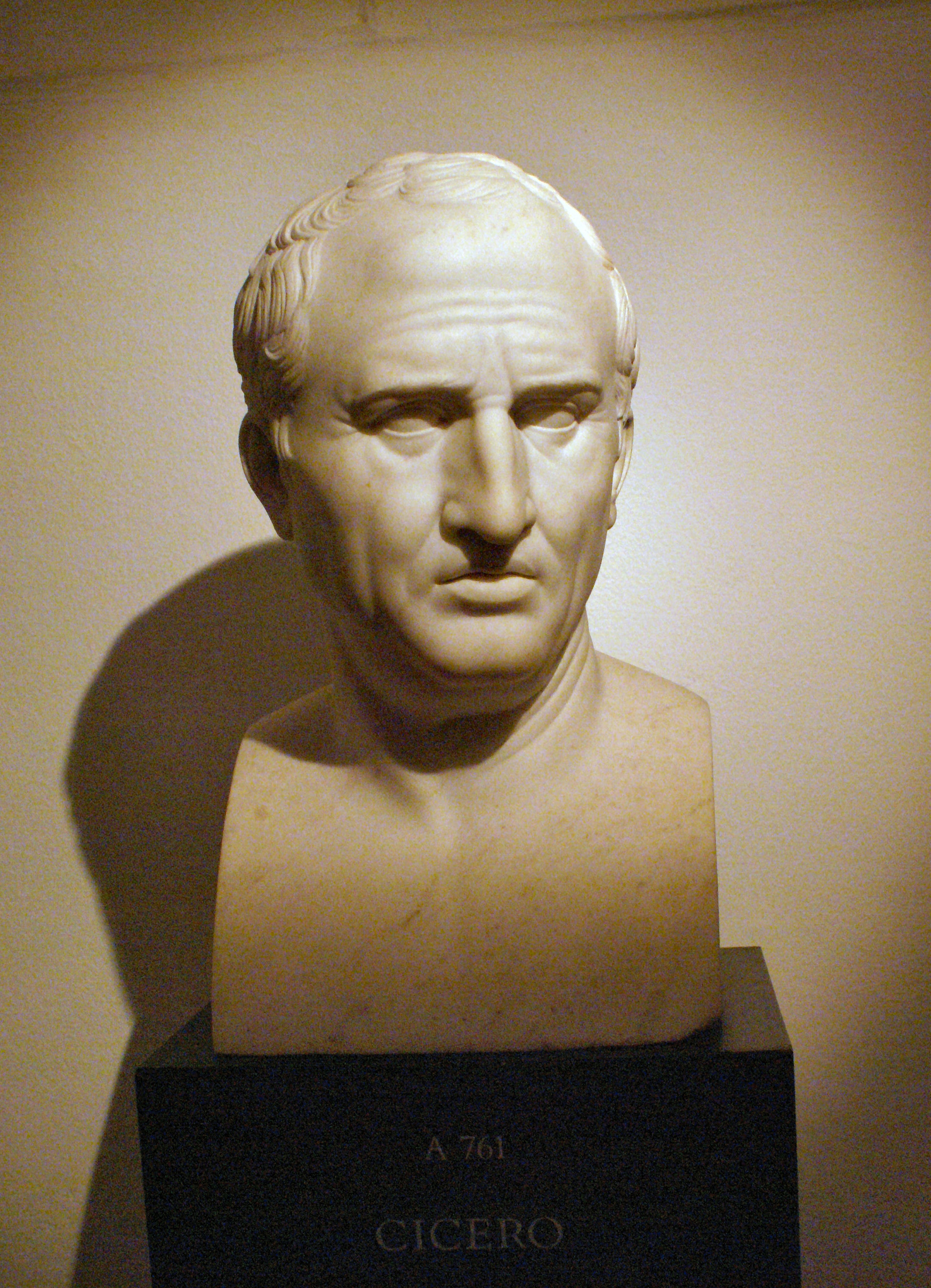
M. T. Cicerone

Altro importante fattore di discordia interna fu lo studio delle Leggi delle XII tavole. Affidate alle nozioni orali, le leggi erano poco "trasparenti" e le sentenze potevano variare di molto in relazione a chi era accusato o accusatore. Finalmente si era giunti alla decisione di rendere edotti tutti i cittadini sui loro diritti e vennero creati i Decemviri per lo studio e la promulgazione di questo codice di leggi. Dopo un anno i Decemviri, guidati da Appio Claudio riuscirono a rimanere al potere venendone scacciati, secondo la tradizione, dopo tentati atti di libidine di Claudio verso una fanciulla, di nome Virginia. Il popolo, ad ogni modo, riprese almeno una parte del potere che aveva perduto durante il periodo dei Decemviri tanto che dopo l'ennesima battaglia sul monte Algido contro Sabini ed Equi, per la prima volta venne decisa dal popolo l'attribuzione del trionfo ai consoli.
I nemici attivi rimanevano i Volsci e gli Equi che ancora una volta vennero sconfitti in varie occasioni fra cui la battaglia di Corbione. Ma Roma era salita in autorità se, paradossalmente in un periodo di feroci diatribe interne, fu chiesto ai Romani, meglio al popolo romano, un arbitrato nella disputa che opponeva Aricini e Ardeati sul possesso di un terreno. Il terreno fu poi tenuto da Roma per effetto della testimonianza di Publio Scapzio.
Fu approvata la legge, la Lex Canuleia, che permetteva matrimoni "misti" fra patrizi e plebei, vietati dai Decemviri. Come ricorda Cicerone:
(Marco Tullio Cicerone, de re publica, II, 63)
Nel 445 a.C. si rifecero vivi i Veienti; i consoli erano Marco Genucio Augurino e Gaio Curzio Filone ma Livio non approfondisce limitandosi a parlare di "scorrerie ai confini del territorio romano". I nemici più pericolosi rimasero i Volsci e gli Equi e all'interno delle mura la divisione fra patrizi e plebei scatenava movimenti inusitati, e si vide persino un tentativo di Spurio Melio di farsi proclamare re (almeno questa fu l'accusa) approfittando della fama raggiunta regalando cibo al popolo durante una carestia.

### Inasprimento
Nel 438 a.C. la colonia romana di Fidene, da anni stabilita nella città etrusca,
(Tito Livio, Ab Urbe condita libri, IV, 17, op. cit.)
Livio prospetta la possibilità che il delitto, commesso contro ogni diritto delle genti, fosse stato commissionato dal lars di Veio per legare maggiormente a sé i nuovi alleati. Un risultato, certo, lo raggiunse: i Romani divennero ancora più adirati verso gli Etruschi. Furono eletti consoli (carica che era spesso contestata in quel periodo) Marco Geganio Macerino e Lucio Sergio Fidenate. Quest'ultimo condusse la guerra contro Veio e per primo combatté
(Tito Livio, Ab Urbe condita libri, IV, 17, op. cit.)
La situazione, pur se vittoriosa, non doveva essere tanto felice se fu nominato (come accadeva solo nei momenti più gravi) un dittatore nella persona di Mamerco Emilio Mamercino che scelse come magister equitum Lucio Quinzio Cincinnato, degno figlio di un padre così illustre. Il dittatore raccolse, quali legati, i più celebrati nomi di Roma. La scelta convinse gli etruschi e i loro alleati a ritirarsi e attestarsi sotto le mura di Fidene dove furono raggiunti anche dai Falisci. La battaglia, nella descrizione di Livio, fu accesa in poco tempo perché il re dei Veienti temeva la defezione dei Falisci, che intendevano ritornare in fretta a Falerii, a casa loro. E Larte Tolumnio combatté anche in modo acceso correndo in ogni punto del fronte per rincuorare i suoi fino a quando il tribuno militare Aulo Cornelio Cosso non lo attaccò direttamente, uccidendolo e ne spogliò il cadavere portando a Roma le spoglie opime.
I Veienti ci riprovarono due anni dopo, nel 435 a.C., durante una pestilenza e senza l'aiuto dei Falisci. Veienti e Fidenati arrivarono quasi fino a Porta Collina per poi essere respinti dalle legioni guidate dal dittatore Quinto Servilio Prisco Fidenate. Questa volta gli etruschi si barricarono a Fidene, ma la città fu conquistata con una guerra di mina. Con falsi attacchi da quattro diverse direzioni in quattro momenti diversi i Romani coprirono il rumore degli scavi e arrivarono alla rocca.

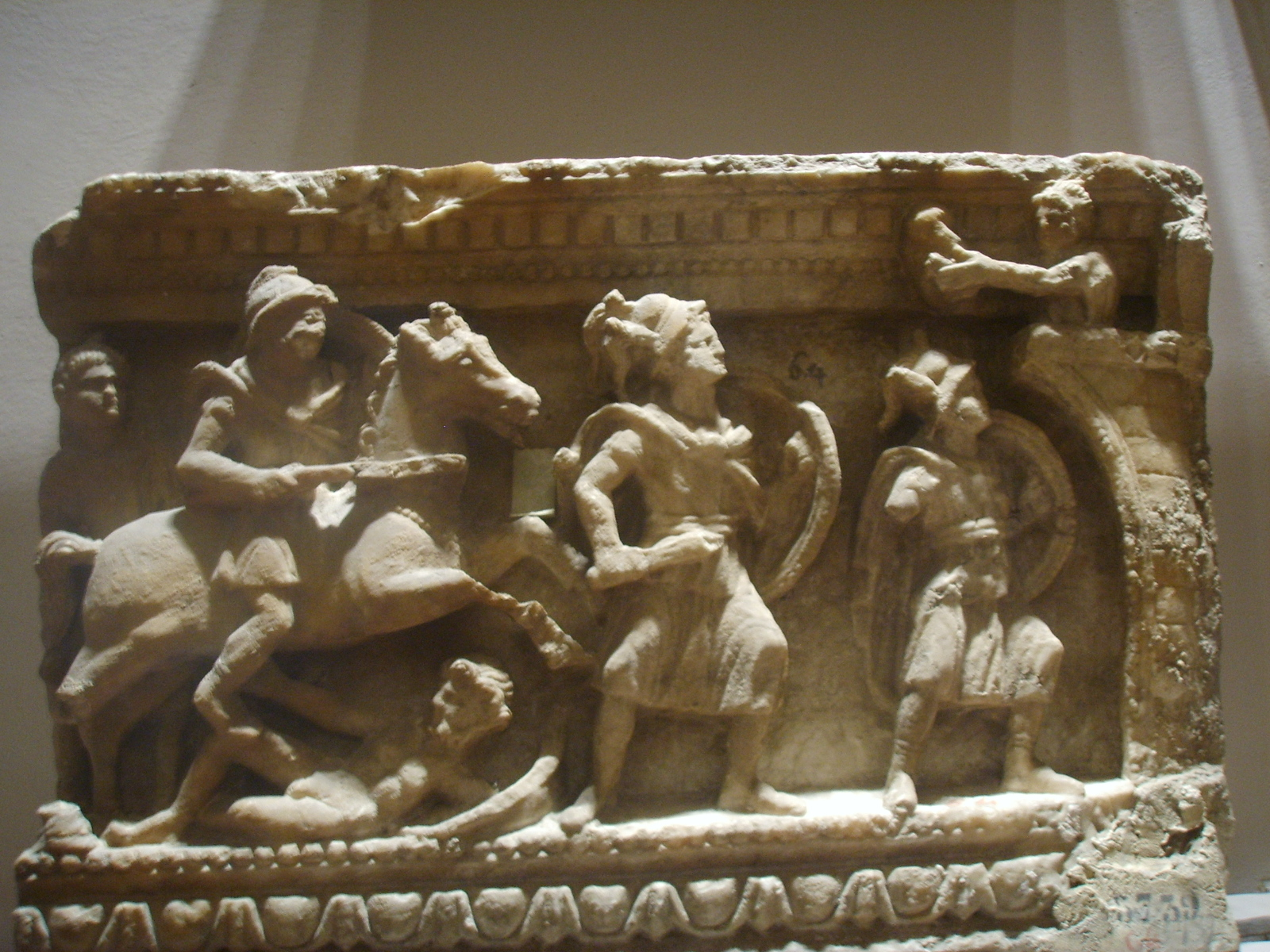
Guerrieri etruschi

La caduta di Fidene mise in grande allarme gli Etruschi e vennero inviati messaggeri alle dodici città per indire un convegno al tempio di Voltumna. Anche i Romani prepararono la guerra rieleggendo dittatore Mamerco Emilio Mamercino. La guerra non ci fu. Alcuni mercanti portarono la notizia che i Veienti non avevano ricevuto la solidarietà degli altri etruschi, in quanto avevano iniziato le ostilità di propria iniziativa. Mamerco Emilio approfittò per diminuire la durata della carica dei censori, si dimise da dittatore e fu quindi accusato di aver limitato la magistratura altrui. Condannato, fu espulso dalla tribù, iscritto fra gli erari si vide aumentate le tasse di otto volte.
Continuarono gli scontri con Volsci ed Equi che permisero ai Veienti di recuperare le forze e ancora prima di veder scadere i tempi della tregua concessa dopo la presa di Fidene, Veio aveva ricominciato con le scorrerie.
Dopo aver inutilmente inviato i feziali Roma decise di mandare l'esercito contro Veio. Questa volta i Veienti ebbero la meglio su un esercito comandato non dai consoli, ma da tre tribuni militari i quali, in disaccordo fra di loro, adottarono tre strategie diverse e favorirono l'attacco etrusco e la disfatta dei Romani. La rotta favorì il ritorno di Mamerco Emilio alla dittatura, i Veienti raccolsero molti volontari etruschi sotto le loro insegne e il popolo di Fidene, che fece strage dei coloni romani inviati dopo la caduta della città. Fu deciso che era preferibile combattere da Fidene e l'esercito veiente vi fu trasferito. L'esercito romano sconfitto fu richiamato da Veio e schierato fuori Porta Collina. La battaglia infuriò sotto le mura e i Romani stavano avendo il sopravvento quando da Fidene
(Tito Livio, Ab Urbe condita libri, IV, 17, op. cit.)
L'esercito romano, guidato da Mamerco Emilio con l'aiuto della cavalleria di Aulo Cornelio Cosso, riuscì a resistere e gli attaccanti furono circondati e massacrati. Molti Veienti finirono per annegare nel Tevere, i Fidenati tentarono di resistere nella loro città che però fu nuovamente espugnata e questa volta, distrutta; la popolazione fu venduta schiava.
Il pendolo delle guerre tornò dalla parte dei Volsci e degli Equi. Si aggiunsero anche i Labicani (presto sconfitti) e tutto il Lazio da Roma ad Anzio e fino al Monte Algido, roccaforte degli Equi era costantemente percorso da eserciti impegnati in battaglie dagli esiti altalenanti.

### Stipendio ai soldati
Quest'anno segnò una svolta importante nella gestione delle guerre romane. Nel 408 a.C. scadeva la tregua con Veio e vennero inviati ambasciatori per riscuotere i danni di guerra. Una delegazione di Veienti chiese di poter conferire con il Senato di Roma e, in senato ottenne di differire il pagamento dei debiti in quanto presi da grosse difficoltà: anche a Veio si avevano lotte intestine.
Tito Livio (IV,58) esalta la magnanimità dei Romani, ma c'è anche da ricordare come una guerra con Veio, per quanto dai risultati quasi scontati, avrebbe distolto molte forze dal fronte sud-orientale. Tanta magnanimità non fu poi ricompensata. O più probabilmente la debolezza fu riconosciuta come tale. L'anno successivo, infatti, ambasciatori romani furono mandati a Veio per riscuotere, i Veienti li minacciarono di riservare loro lo stesso trattamento usato da Lars Tolumnio. Si cercò di dichiarare guerra, ma le proteste della plebe ricordarono che non si era ancora conclusa quella con i Volsci, che due guarnigioni erano state sterminate, che altri luoghi erano in pericolo e che Veio poteva coinvolgere l'intera Etruria nel conflitto.
Venne quindi deciso di concentrare le azioni sui Volsci, l'esercito romano fu diviso in tre parti e mandato a saccheggiare il territorio dei nemici sotto il comando di tre dei quattro tribuni militari. Lucio Valerio Potito si diresse su Anzio, Gneo Cornelio Cosso si diresse su Ecetra e Numerio Fabio Ambusto attaccò e conquistò Anxur lasciando la preda ai soldati di tutti e tre gli eserciti.
(Tito Livio, Ab Urbe condita libri, IV, 59-60, op. cit.)
Ovvie le conseguenze: ringraziamenti dei plebei, polemiche dei Tribuni che vedevano spuntate alcune delle loro armi, proteste di chi doveva pagare. Il vantaggio immediato fu che venne approvata una legge che dichiarava guerra a Veio e i nuovi Tribuni con potestà militare vi condussero un esercito in massima parte formato da volontari. Era il 407 a.C. Sei erano i tribuni che condussero l'esercito e misero Veio sotto assedio. Gli etruschi convocati al tempio della dea (o dio) Voltumna non si accordarono per portare aiuto alla città consorella. L'anno successivo l'assedio si prolungò senza grandi avvenimenti, anche perché continuava la guerra contro i Volsci. Conquistata la volsca Artena però, l'esercito romano si ripresentò sotto le mura di Veio.

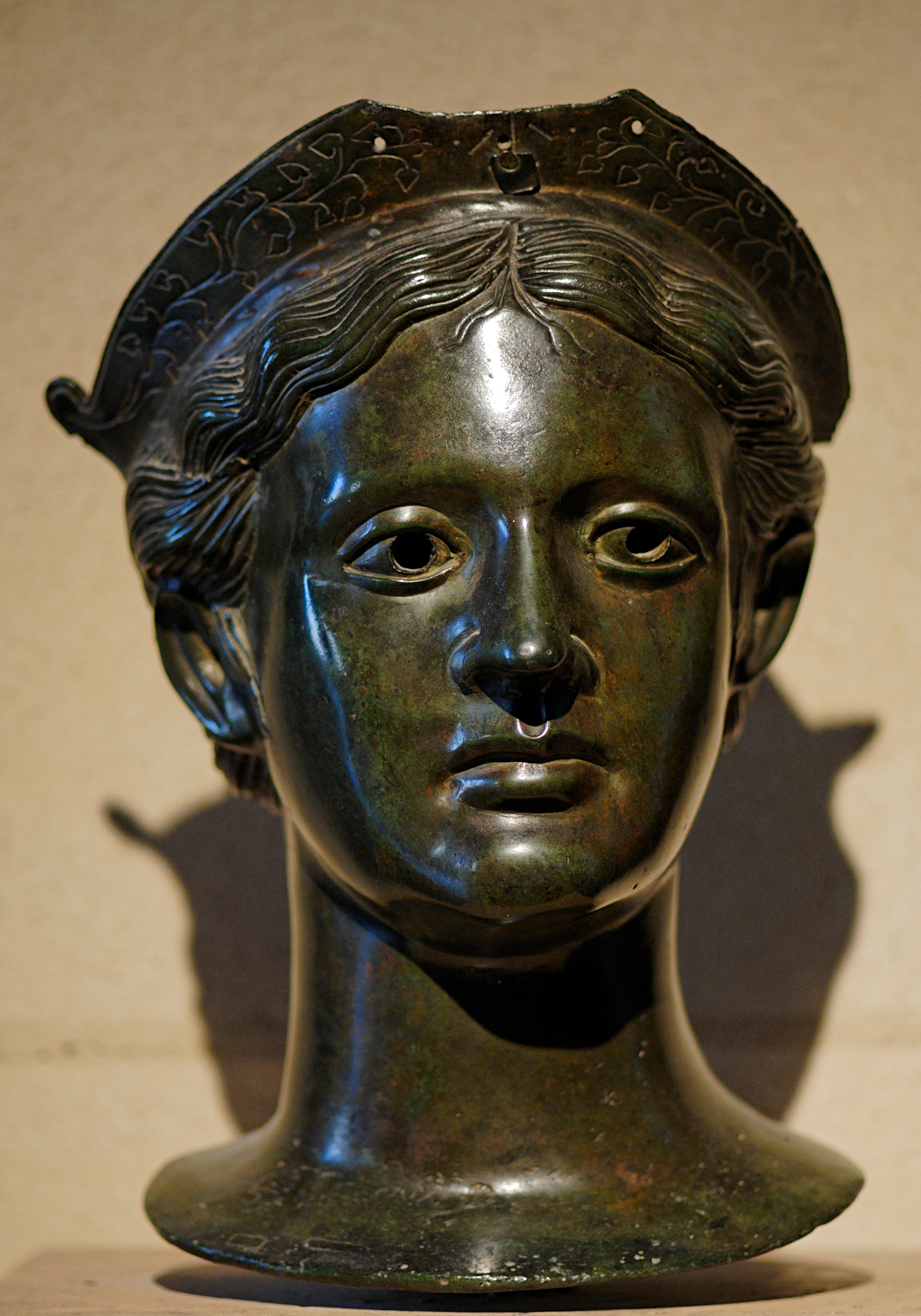
Divinità etrusca

Veio era, come Roma, percorsa da discordie interne che però non cessavano con l'insorgere del pericolo comune. Con Roma in armi alla loro porta e che aveva portato a otto i tribuni militari, i Veienti non trovarono di meglio, per sopire le discordie interne, che eleggere un re inviso alle altre città etrusche per il suo carattere prepotente e superbo. Inoltre aveva compiuto diversi sgarbi, interrompendo giochi e spettacoli, che per gli Etruschi avevano carattere religioso.
Sempre divisi, gli etruschi furono concordi nel negare gli aiuti a Veio finché quel re fosse stato al potere. Questo non tranquillizzò i Romani che iniziarono a fortificarsi in entrambe le direzioni; verso Veio per proteggersi dagli abitanti e verso l'esterno per prevenire interventi esterni.
La novità importante fu che anziché cessare l'assedio nei tempi soliti per permettere agli agricoltori di lavorare le loro terre, un esercito stipendiato poté essere tenuto indefinitamente sotto le mura della città etrusca. I comandanti romani fecero costruire anche i quartieri invernali. E fu la prima volta. Quando a Roma si seppe della novità i tribuni della plebe insorsero dicendo che
(Tito Livio, Ab Urbe condita libri, V, 2, op. cit.)
La battaglia politica si scatenò fra tribuni della plebe e Appio Claudio, lasciato a Roma proprio per contrastarli nel Foro. Infine furono i Veienti ad aiutare il patrizio; con un contrattacco notturno distrussero le macchine da assedio e i terrapieni di Roma, ricompattando per l'ennesima volta la città. Alcuni appartenenti all'ordine equestre si dissero disposti a combattere pagandosi il cavallo, al che molti plebei si dissero appartenere all'ordine pedestre e di voler combattere volontariamente. Iniziò una corsa al volontariato, come spesso si vide a Roma. Il senato ringraziò e trovò nelle pieghe del bilancio di che pagare i fanti volontari e concesse perfino un aiuto economico ai cavalieri. Il nuovo esercito, arrivato a Veio ricostruì le vinee e fabbricò altre e nuove macchine. Da parte della città fu maggiormente curato il vettovagliamento.
Questa fu l'altra novità di quell'anno: fu la prima volta che i cavalieri prestarono servizio utilizzando cavalli di loro proprietà. Prima il cavallo, in guerra, era fornito dallo Stato.

### Dissensi fra i tribuni militari
L'anno successivo Roma, che contestualmente stava assediando Anzio, vide trucidato il presidio di Anxur. Ma anche a Veio, somma preoccupazione della repubblica, le cose non miglioravano; i tribuni militari romani non andavano d'accordo e a Veio arrivarono rinforzi dai Falisci e dai Capenati che avevano finalmente compreso come, una volta espugnata Veio, i Romani avrebbero avuto via libera per altre conquiste. L'accampamento di Manio Sergio fu attaccato e Lucio Verginio si rifiutò di aiutarlo asserendo che se il collega aveva bisogno di rinforzi li avrebbe chiesti. L'ovvio risultato fu che i soldati di Manio dovettero cedere e abbandonare le postazioni. La commissione di inchiesta in senato si divise e le polemiche fra senato e tribuni della plebe infuriarono. Solo la minaccia della nomina di un dittatore che avrebbe messo tutti a tacere fece calmare gli animi. L'anno successivo Roma ebbe gravi difficoltà a reperire forze per affrontare Veio con i suoi nuovi alleati da una parte e i Volsci dall'altra. Perfino i più giovani e i più anziani furono chiamati alla leva quantomeno come ausiliari a presidio della città.
Un altro problema venne dal soldo per l'esercito. Più soldati servivano maggiori erano le uscite per il soldo; ma più soldati erano in guerra meno contribuenti potevano essere tassati per finanziare la guerra. Chi restava in città doveva servire lo Stato come presidio e anche pagare la tassa. Le polemiche, naturalmente erano continue e ruggenti. La maggiore fu portata avanti da Gneo Trebonio, tribuno delle plebe che vedeva vanificare la Lex Trebonia, che rendeva obbligatoria l'elezione anche di plebei come tribuni militari. Trebonio imbastì un ragionamento dietrologico sul protrarsi della guerra, accusando persino i patrizi di connivenza col nemico. Manio e Virginio, i due comandanti sconfitti furono condannati a una multa di diecimila assi pesanti, il tributo per l'esercito non fu versato, venne presentata una legge agraria.

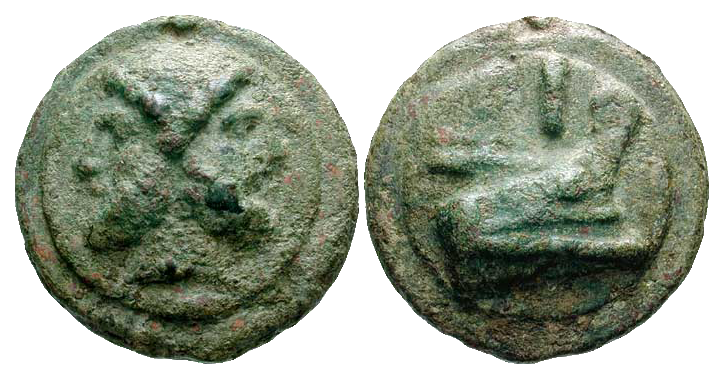
Asse pesante

Gli eserciti che assediavano Veio e Anxur cominciarono a protestare per una paga che non arrivava, le razzie nei territori dei Falisci, dei Capenati e dei Volsci non bastavano a fermare il dissenso e il malumore. Infine con l'elezione anche di un plebeo (ma era un diritto acquisito) come Tribuno Militare la plebe si calmò, la paghe arrivarono agli eserciti, Anxur fu riconquistata. L'anno seguente la pace sociale sembrava acquisita, al tribunato militare fu eletto un solo patrizio e cinque plebei. La punizione di Manio e Virginio si rivelò utile quando sotto Veio arrivarono due eserciti, uno da Falerii e uno da Capena. La resistenza fu comune e tutto l'esercito romano si impegnò riuscendo a respingere gli attaccanti e perfino a massacrare molti Veienti che, usciti dalla città e messi in fuga, erano rimasti chiusi fuori dalle mura.
La guerra con Veio si trascinò stancamente per anni tanto che perfino da Tarquinia vennero mandate delle coorti armate alla leggera per saccheggiare l'agro romano. Tentativo mandato in fumo dalla reazione romana che inviò dei volontari i quali sorpresero i Tarquiniesi di ritorno verso casa oberati di bottino. Li uccisero, li spogliarono del carico e riportarono a Roma sia quanto avevano razziato sia i beni stessi degli etruschi. Se le discordie interne di Roma non cessavano, anche le città etrusche non erano in accordo.
Nel solito consesso al tempio di Volumna: Veio, Falerii e Capena chiesero aiuto alle altre città etrusche che rifiutarono perché Veio aveva iniziato la lotta (anni prima) senza chiedere il loro parere, ma soprattutto perché un nuovo nemico si stava affacciando sull'Etruria: i Galli Senoni guidati da Brenno. L'unica concessione era la non-interferenza dei governanti se i giovani volevano recarsi a Veio come volontari. Andarono in molti. La notizia delle dimensioni dell'esercito veiente fece tacere le polemiche interne di Roma.
Due tribuni militari, inviati contro Falerii e Capena subirono una sconfitta, la notizia giunse ingigantita sia all'esercito che assediava Veio sia a Roma. Il popolo si gettò a pregare nei templi, le matrone ne spazzavano i pavimenti con i capelli. Sembrava che, anziché chiusi fra le loro mura, i Veienti fossero alle porte. Fu deciso di nominare un dittatore, fu Marco Furio Camillo.

## La caduta di Veio (396 a.C.)

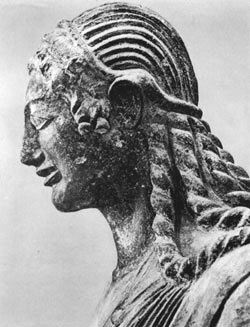
Apollo di Veio

Con questo potente incipit Tito Livio quasi "canta" la sorte della città:
(Tito Livio, Ab Urbe condita libri, V, 19., op. cit.)
Furio Camillo scelse come magister equitum Publio Cornelio Scipione (antenato dell'Africano). Il nuovo comandante cambiò l'andamento della guerra. Distribuì punizioni per chi era fuggito, indisse una nuova leva, si recò personalmente a Veio per controllare la situazione sul campo e incoraggiare i soldati. Accettò persino l'aiuto di "giovani stranieri" (Latini ed Ernici). Camillo fece grandi voti di organizzare sacri giochi alla fine della guerra e di restaurare e riconsacrare un tempio alla Madre Matuta che si trovava nel Foro Boario.
Partito con le nuove truppe Camillo si scontrò con Falisci e Capenati nei pressi di Nepi, li sbaragliò e si mise a restaurare e potenziare le fortificazioni romane sotto Veio. Furono vietati tutti i duelli e le scaramucce con i Veienti e concentrò l'esercito sullo scavo di una galleria che portasse dentro le mura. I soldati lavorarono in turni di sei ore senza mai fermare lo scavo. Quando Camillo sentì che si era vicini al termine della guerra pose al Senato la domanda di cosa fare dell'immenso bottino che la ricchissima città avrebbe certamente fornito.
Una distribuzione troppo avara avrebbe creato malumore nella plebe, una troppo ricca avrebbe creato risentimento fra i patrizi. Lo Stato non poteva incamerare tutto, anche perché la plebe riteneva – non del tutto a torto – che esso fosse mancipio dell'aristocrazia.
In senato si formarono due partiti: uno guidato da Appio Claudio riteneva giusto incamerare il bottino nell'erario (i soldati erano stati pagati con il soldo) e rendere meno gravoso il tributo che la plebe doveva pagare con vantaggio di tutti. L'altro partito, guidato da Publio Licinio chiedeva che con pubblico editto si annunciasse al popolo che chi voleva del bottino se lo doveva andare a prendere a Veio. Vinse questa interpretazione e turbe di Romani si avviarono verso nord, verso la città condannata.
Il dittatore ordinò ai soldati di prendere le armi, pregò Apollo Pitico che aveva "aiutato" i Romani con un favorevole responso dell'oracolo di Delfi, offrendogli la decima parte del bottino, pregò Giunone Regina di seguirlo da Veio a Roma dove avrebbe costruito un tempio degno della sua grandezza. Poi scatenò l'esercito sulle mura per nascondere i rumori degli ultimi scavi della galleria. I Veienti, non più abituati agli assalti in massa, accorsero sulle mura. Si era circa nel 396 a.C., Veio cadde definitivamente per opera delle truppe entrate dal cunicolo che aprirono ai Romani le porte della città etrusca.

### Fonti primarie
- Eutropio, Breviarium historiae Romanae (testo latino), I .
- Livio,
  - Ab Urbe condita libri (testo latino) ;
  - Periochae (testo latino) .
- Polibio. Storie. Milano, Rizzoli, 2001. ISBN 88-17-12703-5.

### Fonti storiografiche moderne
- Andrea Carandini, Roma il primo giorno, Roma-Bari, Laterza, 2007.
- E. Gabba, Introduzione alla storia di Roma, Milano, LED, 1999; ISBN 88-7916-113-X.
- S. I. Kovaliov, Storia di Roma, Roma, Editori Riuniti, 1982; ISBN 88-359-2419-7.
- A. M. Liberati, F. Bourbon, Roma antica: storia di una civiltà che conquistò il mondo, Vercelli, White star, 1996.
- D. Mazzocchi, Veio difeso, Sala Bolognese, A. Forni, 1980.
- J. Michelet, Storia di Roma, Rimini, Rusconi, 2002.
- Massimo Pallottino, Origini e storia primitiva di Roma, Milano, Bompiani, 2000; ISBN 88-452-9055-7.
- Mommsen T., Storia di Roma antica. Milano, Sansoni, 2001.

### Atti
- Atti del XXIII convegno di studi etruschi ed italici. Dinamiche di sviluppo delle città nell'Etruria meridionale: Veio, Caere, Tarquinia, Vulci. Roma, 1-6 ottobre 2001. Roma, Istituti editoriali poligrafici internazionali, 2005.